# Serrat de Puicastro
El Serrat de Puicastro és una serra situada al municipi de la Vall de Boí a la comarca de l'Alta Ribagorça, amb una elevació màxima de 2.020 metres.